# Chromis intercrusma
Chromis intercrusma és una espècie de peix de la família dels pomacèntrids i de l'ordre dels perciformes.

## Morfologia
Els mascles poden assolir els 29 cm de longitud total.

## Distribució geogràfica
Es troba des de Cabo Blanco (Perú) fins a Tarapaca (Xile).